# Azkar
A Azkar é uma empresa espanhola que opera na àrea do transporte e distribuição de mercadorias. Esta empresa foi fundada em 1933 na província de Gipuzkoa (Espanha). Ao longo dos anos esta empresa desenvolveu-se e tornou-se líder ibérica na sua àrea.
Actualmente esta empresa dispõe de uma àrea total de instalações de 1.046.123 m², conta com mais de cinco mil funcionários e dispõe de uma frota de mais de 2400 veículos.

## Serviço de Distribuição
Dentro do processo de distribuição existem três modalidades que podem ser seleccionadas pelo cliente, de acordo com as preferências deste.

### Azkar Express
Este é o serviço utilizado mais frequentemente e possui um prazo de entrega que vai de 24 a 48h, exceptuando nas ilhas das Canárias que têm um tempo minímo de 4 dias desde a encomenda até à recepção.

### Azkar Premium
Com Azkar Premium podemos encontrar algumas funcionalidades mais personalizadas em relação ao serviço de entregas. Como é o caso das modalidades: Azkar Premium hora limite, em que o cliente recebe a encomenda dentro do limite temporal que este previamente estabelecerá com o fornecedor; e Azkar Premium Nocturna, que permite aos clientes receberem o material antes da hora de abertura ao público.

### Azkar Soluções especiais
Este serviço é utilizado para algumas necessidades especiais que possam surgir por parte dos clientes.

## Responsabilidade Social
A Azkar encontra-se envolvida em vários projectos de ajuda ao desenvolvimento do bem-estar social, com a finalidade de promover a cultura e o desporto na sociedade.
Esta possui acordos com organizações que ajudam pessoas com deficiências e desfavorecidos, nomedamente a fundação Kirolgi e a fundação Kursaal, que operam ambas na província de Gipuzkoa. Para além disso a empresa patrocina também o clube de futsal da região Azkar Lugo FS, incentivando assim a prática de desporto.

## Empresa em expansão
A Azkar começou por ter um grande crescimento em Espanha e Portugal e é ainda hoje nestes países que se encontra a grande fatia das suas receitas, satisfazendo as necessidades de mais de 13000 clientes ibéricos. Mas a expansão desta empresa prolonga-se para além destes 2 países, e hoje podemos encontrar também instalações Azkar em Shanghai e em Nova Deli.
Outro sinal do seu crescimento são os acordos que esta tem vindo a conseguir com outras empresas, tal como o acordo de união com a Dachser para fortificar a presença destas duas companhias na Europa.
Recentemente surgiu a notícia de que a Geodis Iberia vai reduzir o seu trabalho na Península Ibérica com o despedimento de metade dos seus empregados em Espanha e a Azkar já assegurou os clientes da Geodis.